# Ключовка (Біляєвський район)
Ключо́вка (рос. Ключёвка) — село у складі Біляєвського району Оренбурзької області, Росія.

## Населення
Населення — 820 осіб (2010; 967 у 2002).
Національний склад (станом на 2002 рік):
- росіяни — 51 %